# VIII. Piusz pápa
VIII. Piusz pápa, született Francesco Saverio Castiglioni (Pápai állam, Cingoli, 1761. november 20. – Róma, 1830. november 30.) volt a 253. római pápa, 1829. március 31-től haláláig.

## Élete
XII. Leó pápa halála után Giuseppe Albani bíboros javaslatára választották meg őt, mint a konzervatívok között a legmérsékeltebbet pápává. Az új pápa az Egyházi állam kormányzását az igen konzervatív Albanira bízta.
VIII. Piusz az 1830-as francia forradalmat követően elismerte I. Lajos Fülöp királyságát, ugyanakkor az itáliai polgári forradalmat hevesen ellenezte. A latin-amerikai függetlenségi mozgalmakkal kapcsolatban is a legitimista álláspontra helyezkedett.
Meg volt győződve arról, hogy a vallási közömbösség és a protestáns missziós társulatok tevékenysége okozza a társadalom végromlását, párosulva a titkos társaságok, például a szabadkőművesek és az olasz carbonarik aknamunkájával. Dekrétumaiban elítélte ezeket a csoportokat, és elrendelte, hogy az egyháznak csak a legvégső esetben szabad engedélyeznie a vegyes házasságokat, és kizárólag akkor, ha a gyermekeket katolikus hitben nevelik fel.
Nagy örömet szerzett neki a brit parlament határozata a katolikusok egyenjogúságáról 1829-ben.

## Művei
- Documenta Catholica Omnia (latin nyelven). Cooperatorum Veritatis Societas. (Hozzáférés: 2011. december 6.)